# 张维翰 (八路军)
張維翰（1906年4月14日—1979年10月11日），字墨林，山东馆陶（今属河北省）南彦寺村人。中华人民共和国军事人物。1937年5月加入中国共产党。1955年被授予大校军衔和一级独立自由勋章、二级解放勋章。文革期间受到不公正批判，1979年去世后得到平反。